# クリスティアン・エッゲン
クリスティアン・エッゲン（Christian Eggen、1957年1月8日 - ）は、ノルウェーの作曲家、ピアニスト、指揮者。